# ريموند سيروي
ريمون أ. سيرواي هو فيزيائي أمريكي وأستاذ وكاتب. وقد تم تخصيصه للبحث والتدريس أساسا في مجال الفيزياء للموضوع، وهو معروف جيدا لمنشوراته العديدة ويعمل أيضا كمؤلف مشارك لعدة كتب تمهيدية للفيزياء.

## تاريخ
حصل رايموند أ. سيرواي على شهادة الدكتوراه من معهد إلينوي للتكنولوجيا وهو أستاذ فخري في جامعة جيمس ستايلز. في عام 1990 حصل على جائزة ماديسون للطاقة الشمسية من جامعة جيمس ماديسون، حيث درس لمدة 17 عاما. بدأ الدكتور سيروايمسيرته بالتدريس في جامعة كلاركسون، حيث أجرى البحث ودرس في الفترة من 1967 إلى 1980. وفي عام 1989 حصل على جائزة التدريس المتميز في جائزة الإنجاز جامعة كلاركسون وAlumnis من كلية أوتيكا في عام 1985. كعالم زائر في مختبر بحوث IBM  في زيوريخ، سويسرا، وعمل مع كارل مولر، 1987 جائزة نوبل الفائز كان الدكتور سيروايأيضا عالم زائر في مختبر أرغون الوطني، حيث تعاون مع معلمه وصديقه، وسام مارشال.
بالإضافة إلى الإصدارات الأولى من كتاب الطبيعة للعلوم والهندسة، شارك الدكتور سلمان في تأليف كتاب مبادئ الفيزياء، الطبعة الرابعة. فيزياء الكلية، الطبعة السابعة ؛ أساسيات فيزياء الكليات والفيزياء الحديثة، الطبعة الثالثة. وهو أيضا مؤلف مشارك لكتاب الفيزياء في المدرسة الثانوية، الذي نشره هولت ورينهارت ووينستون. وبالإضافة إلى ذلك، نشر الدكتور سيروايأكثر من 40 ورقة بحثية في مجال فيزياء المادة المكثفة وقدم أكثر من 70 محاضرات في الاجتماعات المهنية.